# Cynar (equipa ciclista)
A Cynar foi uma equipa italiana de ciclismo de estrada que competiu entre 1963 e 1965. Esteve dirigido pelos ex-ciclistas Vasco Bergamaschi e Pasquale Fornara.
O seu patrocinador principal foi a marca de bebida italiana Cynar.
Os seus sucessos mais destacados foram duas vitórias de etapa (1ª e 16ª) no Giro d'Italia de 1963 por parte de Vittorio Adorni e outras duas no Giro d'Italia de 1964 por parte de Rolf Maurer (10ª) e Bruno Mealli (18ª).

## Principais resultados
- Coppa Placci: Ercole Baldini (1963)
- Giro da Romagna: Bruno Mealli (1963)
- Giro de Reggio Calabria: Ercole Baldini (1963), Diego Ronchini (1964)
- Volta à Suíça: Giuseppe Fezzardi (1963), Rolf Maurer (1964)
- Tour du Nord-Ouest da Suisse: Rudolf Hauser (1963), Robert Lelangue (1965)
- Volta à Romandia: Rolf Maurer (1964)
- Giro do Laci: Bruno Mealli (1964)

### Nas grandes voltas
- Giro d'Italia
  - 2 participações: (1963, 1964)
  - 4 vitórias de etapa:
    - 2 em 1963: Vittorio Adorni (2)
    - 2 em 1964: Rolf Maurer, Bruno Mealli

(Não participou nem no Tour de France nem na Volta a Espanha).